# Dittmar Lauer
Dittmar Lauer (* 23. Juni 1937 in Hermeskeil) aus Kell am See, Landkreis Trier-Saarburg (Rheinland-Pfalz) ist ein deutscher Architekt und Heimatforscher.
Er ist Vorsitzender des Heimat- und Kulturvereins Kell am See, des Heimat- und Kulturvereins Kreis Trier-Saarburg, der Vereinigung der Heimat- und Geschichtsfreunde im Hochwaldraum und des Kulturgeschichtlichen Vereins Hochwald. Bis 2011 war er Vorsitzender des Fördervereins Burg Grimburg.
1992 erhielt er die Verdienstmedaille des Verdienstordens der Bundesrepublik Deutschland.
Dittmar Lauer ist verheiratet und hat drei Kinder.

## Schriften
- Der Hochwald. Menschen, Landschaft, Geschichte, Kultur. Trier 1983.
- Kleine Ortskunde der Gemeinden Heddert, Kell, Mandern, Schillingen und Waldweiler 634-1600 (= Schriftenreihe zur Geschichte des Hochwaldraumes. Heft 1). Trier 1983.
- Die Wappen der Verbandsgemeinde Kell (= Schriftenreihe zur Geschichte des Hochwaldraumes. Heft 2). Trier 1983.
- Die Revolutionskriege im Hochwaldraum (= Schriftenreihe zur Geschichte des Hochwaldraumes. Heft 3). Trier 1983.
- Die Hochwaldbahn (= Schriftenreihe zur Geschichte des Hochwaldraumes. Heft 4). Trier 1983.
- Der Kulturkampf auf dem Hochwald (= Schriftenreihe zur Geschichte des Hochwaldraumes. Heft 5). Trier 1983.
- Sagen, Spichten und Geschichten aus Kell und Umgebung. Mit Zeichnungen von Klaus Maßem. Trier 1987.
- Hexenverfolgung im Hochwaldraum (= Hochwälder Hefte zur Heimatgeschichte. Band 23/24). Hrsg. Verein für Heimatkunde Nonnweiler. Otzenhausen 1988.
- Hexenverfolgung im Schillinger Kirchspiel. Trier 1988.
- Die Hochwaldbahn durch’s Ruwertal. Trier 1989.
- Aus der Geschichte der Reichsherrschaft Dagstuhl. In: Verein für Heimatkunde Wadern (Hrsg.): Dagstuhler Geschichtsbilder. Wadern 1990, Seite 9–227.
- Dörfliche Impressionen. Mit dem Skizzenbuch unterwegs in Kell. Mit Zeichnungen von Ursula Stimmler. Alta Silva, Kell am See 1993.
- Hexenprozesse im Hochwald. In: Gunther Franz, Günter Gehl, Franz Irsigler (Hrsg.): Hexenprozesse und deren Gegner im lothringischen Raum (= Historie und Politik. Heft 7). Trier 1997, Seite 59–68.
- Die Hexe von Niederkell. Der Prozeß gegen Herrichs Traud von Niederkell im Jahre 1626. In: Zu Asche verbrannt. Der Prozeß gegen Gertrud Herrich von Niederkell 1626. Ausstellungskatalog Klaus Maßem. Hrsg. Bischöfliches Dom- und Diözesanmuseum Trier. Trier 1999, Seite 7–14.
- Rund um die Kartoffel. Ein kurzweiliger Streifzug durch ihre Geschichte. Alta Silva, Kell am See 1995, Nachdruck 2001.
- Die Filialkirche St. Medardus Grimburg. Alta Silva, Kell am See 2001.
- 1250 Jahre Mehring. Ein Streifzug durch die Geschichte eines Winzerdorfes an der Mosel.  Alta Silva, Kell am See 2002.
- 700 Jahre Sommerau. Aufsätze über Burg, Höfe, Mühlen und Gemeinde. Alta Silva, Kell am See 2003.
- 50 Jahre Vierherrenborn. Die Geschichte einer jungen Gemeinde. Alta Silva, Kell am See 2004.
- mit Manfred Moßmann (Hrsg.), Hohwäller. Ein Sammelband Hochwälder Mundart (Mundartschreiber und -interpreten. Wendelin Biwer, Leo Griebler, Raimund Kläser, Karin Klee, Albert Laux, Hildegard Ludwig, Manfred Moßmann, Maria Noll, Anna Peetz, Maria Sonntag, Konrad Webel, Bernhard Weber, Hannelore Weber und Natalie Zimmermann). Alta Silva, Kell am See 2006.
- mit Manfred Moßmann (Hrsg.): Matthias Lang (1902–1965). Lehrer und Heimatdichter. Ausgewählte Gedichte und Erzählungen in Hochdeutsch und Mundart. Alta Silva, Kell am See 2010.
- Philipp Christoph von Sötern (1567-1652). Erzbischof und Kurfürst von Trier, Fundator der Reicherrschaft Dagstuhl. Kell am See 2012.
- Das Kapzinerkloster auf dem Christianenberg in Wadern. Eine sozial-caritative Einrichtung des 18. Jahrhunderts in der Reichsherrschaft Dagstuhl. Alta Silva, Kell am See 2012.
- Der wilde Markgraf und sein treuer Oberst. Die Beziehungen zwischen Albrecht Alcibiades von Brandenburg-Kulmbach und Jakob von Osburg. Alta Silva, Kell am See 2012.
- Wilhelm Greff - Pastor in Hermeskeil. Seelsorger und Zentrumspolitiker zwischen Kaiserreich und Hitlerdiktatur. Alta Silva, Kell am See 2012.
- 50 Jahre Pfarrkirche St. Pauli Bekehrung (Thomm). Alta Silva, Kell am See 2015.
- Chronik Hinzert-Pölert. Band 2: Die Kirchen- und Schulgeschichte. Alta Silva, Kell am See 2016.
- 50 Jahre Johanneshaus. Hermeskeil 2017.
- Wer hat Angst vorm bösen Wolf? Die unglaubliche Geschichte von der systematischen Ausrottung der Wölfe im Hunsrück-Hochwald. Wann kommt der Wolf wieder? Alta Silva, Kell am See 2017.
- 150 Jahre St. Martinus Hermeskeil aus Anlass der Grundsteinlegung am 13. Mai 1868. Alta Silva, Kell am See 2018.
- Chronik Hinzert-Pölert. Band 3: Das 19. und 20. Jahrhundert bis zur Reform im Jahre 1969. Alta Silva, Kell am See 2019.
- 50 Jahre Stadt Hermeskeil. Festbuch aus Anlass der Stadtwerdung im Jahre 1970. Alta Silva, Hermeskeil 2020.
- 55 Jahre Heimat- und Kulturverein Kell am See. Ein Portrait in Text, Bild und Presse. Alta Silva, Kell am See, Hermeskeil 2023.